# 22. Goya-gála
A 22. Goya-gála során a 2007-ben bemutatott spanyol filmeket értékelték. A jelölteket az Academy of Cinematographic Arts and Sciences of Spain választotta ki. A madridi Palacio Municipal de Congresosban tartott ceremóniát a Televisión Española közvetítette 2008. február 3-án. A műsor házigazdája José Corbacho volt. A jelöltek listáját Juan Diego Botto és Ivana Baquero jelentették be 2007. december 17-én. A gála során Alfredo Landa kapta meg a tiszteletbeli Goya-díjat.

## Győztesek és jelöltek
A nyertesek félkövérrel jelölve.

### Fő díjak
| Legjobb film | Legjobb rendező |
| --- | --- |
| - La soledad - Las 13 rosas - Árvaház - Hét francia biliárdasztal | - Jaime Rosales – La soledad - Icíar Bollaín – Mataharik - Emilio Martínez Lázaro – Las 13 rosas - Gracia Querejeta – Hét francia biliárdasztal                    |
| Legjobb férfi főszereplő | Legjobb női főszereplő |
| - Alberto San Juan – A csillagos ég alatt - Alfredo Landa – Luz de domingo - Álvaro de Luna – El prado de las estrellas - Tristán Ulloa – Mataharik                                                                     | - Maribel Verdú – Hét francia biliárdasztal - Blanca Portillo – Hét francia biliárdasztal - Belén Rueda – Árvaház - Emma Suárez – A csillagos ég alatt             |
| Legjobb férfi mellékszereplő | Legjobb női mellékszereplő |
| - José Manuel Cervino – Las 13 rosas - Raúl Arévalo – Hét francia biliárdasztal - Emilio Gutiérrez Caba – Suso tornya - Carlos Larrañaga – Luz de domingo - Julián Villagrán – A csillagos ég alatt                     | - Amparo Baró – Hét francia biliárdasztal - Geraldine Chaplin – Árvaház - Nuria González – Mataharik - María Vázquez – Mataharik                                   |
| Legjobb eredeti forgatókönyv | Legjobb adaptált forgatókönyv |
| - Árvaház – Sergio G. Sánchez - Las 13 rosas – Ignacio Martínez de Pisón - Mataharik – Icíar Bollaín, Tatiana Rodríguez - Oviedo Express – Gonzalo Suárez - Hét francia biliárdasztal – Gracia Querejeta, David Planell | - A csillagos ég alatt – Félix Viscarret - Barcelona (un mapa) – Ventura Pons - A hajózási térkép – Imanol Uribe - Pudor – Tristán Ulloa - A zóna – Laura Santullo |
| Legjobb új színész | Legjobb új színésznő |
| - José Luis Torrijo – La soledad - Óscar Abad – El prado de las estrellas - Gonzalo de Castro – Suso tornya - Roger Príncep– Árvaház                                                                                    | - Manuela Velasco – Rec - Gala Évora – Lola - Bárbara Goenaga – Oviedo Express - Nadia de Santiago – Las 13 rosas                                                  |
| Legjobb iberoamerikai film | Legjobb animációs film |
| - XXY – Argentína - A kamaszkor küszöbén – Kuba - Mariposa negra – Peru - Padre nuestro – Chile | - Az elveszett csillag - Azur et Asmar - Betizu Eta Urrezko Zintzarria - Az elveszett kristály nyomában                                                            |
| Legjobb új rendező | |
| - Juan Antonio Bayona – Árvaház - Félix Viscarret – A csillagos ég alatt - Tom Fernández – Suso tornya - David Ulloa, Tristán Ulloa – Pudor                                                                             | |

### Egyéb díjak
| Legjobb operatőr | Legjobb vágás |
| --- | --- |
| - Las 13 rosas – José Luis Alcaine - A csillagos ég alatt – Álvaro Gutiérrez - Hét francia biliárdasztal – Ángel Iguacell - Oviedo Express – Carlos Suárez                                                                                              | - Rec – David Gallart - Las 13 rosas – Fernando Pardo - Árvaház – Elena Ruiz - Hét francia biliárdasztal – Nacho Ruiz Capillas |
| Legjobb látványtervezés | Legjobb gyártásvezető |
| - Árvaház – Josep Rosell - Oviedo Express – Wolfgang Bumann - Las 13 rosas – Edoy Hidalgo - Luz de domingo – Gil Parrondo | - Árvaház – Sandra Hermida - Luz de domingo – Juan Carmona, Salvador Gómez - Las 13 rosas – Martín Cabañas - Oviedo Express – Teresa Cepeda |
| Legjobb hang | Legjobb vizuális effektusok |
| - Árvaház – Xavi Mas, Marc Orts, Oriol Tarragó - Las 13 rosas – Carlos Bonmati, Alfonso Pino, Carlos Farudo - Örökké a tied – Licia Marcos de Oliveira, Bernat Aragonés - Hét francia biliárdasztal – Iván Marín, José Antonio Bermúdez, Leopoldo Aledo | - Árvaház – David Martí, Montse Ribé, Pau Costa, Enric Masip, Lluis Castell, Jordi San Agustín - El corazón de la tierra – Reyes Abades, Álex G. Ortoll - Rec – David Ambid, Enric Masip, Álex Villagrasa - Las 13 rosas – Pau Costa, Raúl Ramanillos, Carlos Lozano             |
| Legjobb jelmeztervezés | Legjobb smink |
| - Las 13 rosas – Lena Mossum - Lola – Sonia Grande - Luz de domingo – Lourdes de Orduña - Árvaház – María Reyes | - Árvaház – Lola López, Itziar Arrieta - Oviedo Express – Lourdes Briones, Fermín Galán - Las 13 rosas – Mariló Osuna, Almudena Fonseca, José Juez - El corazón de la tierra – José Quetglas, Blanca Sánchez                                                                     |
| Legjobb eredeti filmzene | Legjobb eredeti dal |
| - Las 13 rosas – Roque Baños - Oviedo Express – Carles Cases - A csillagos ég alatt – Míkel Salas - Árvaház – Fernando Velázquez | - "Fado da saudade" (Fernando Pinto do Amaral, Carlos do Carmo) – Fados - "Circus Honey Blues" (Víctor Reyes, Rodrigo Cortés) – A nyertes - "La vida secreta de las pequeñas cosas" (David Broza, Jorge Drexler) – Cándida - "Pequeño paria" (Daniel Melingo) – El niño de barro |
| Legjobb rövidfilm | Legjobb animációs rövidfilm |
| - Salvador (historia de un milagro cotidiano) - El pan nuestro - Padam... - Paseo - Proverbio chino | - Tadeo Jones y el sótano maldito - Atención al cliente - El bufón y la infanta - La flor más grande del mundo - Perpetuum Mobile |
| Legjobb dokumentumfilm | Legjobb rövid dokumentumfilm |
| - Invisibles - Fados - Lucio - El productor | - El hombre feliz - Carabanchel, un barrio de cine - El anónimo Caronte - Valkirias |

## Fordítás
- Ez a szócikk részben vagy egészben  a(z)   22nd Goya Awards című angol Wikipédia-szócikk fordításán alapul.  Az eredeti cikk szerkesztőit annak laptörténete sorolja fel. Ez a jelzés csupán a megfogalmazás eredetét és a szerzői jogokat jelzi, nem szolgál a cikkben szereplő információk forrásmegjelöléseként.